# Neottia ussuriensis
Neottia ussuriensis är en orkidéart som först beskrevs av Vladimir Leontjevitj Komarov och Sergej Arsenjevitj Nevskij, och fick sitt nu gällande namn av Károly Rezsö Soó von Bere. Neottia ussuriensis ingår i släktet näströtter, och familjen orkidéer. Inga underarter finns listade i Catalogue of Life.